# Verborgen kustknobbelworm
De verborgen kustknobbelworm (Tubificoides insularis) is een ringworm uit de familie van de Naididae. De wetenschappelijke naam van de soort werd, als Tubifex insularis, voor het eerst geldig gepubliceerd in 1923 door Stephenson.